# Beaver (Iowa)
Beaver – miasto w Stanach Zjednoczonych, w stanie Iowa, w hrabstwie Boone.

## Demografia
W 2000 liczyło 53 mieszkańców. W 2023 liczba mieszkańców spadła do 44 osób, a gęstość zaludnienia poniżej 63 osób/km².